# طالب (تشاراويماق)
طالب (بالفارسية: طالب) هي منطقة سكنية تقع في قسم تشاراويماق الجنوبي الغربي الريفي في إيران. يقدر عدد سكانها بـ 84 نسمة .